# Dossale

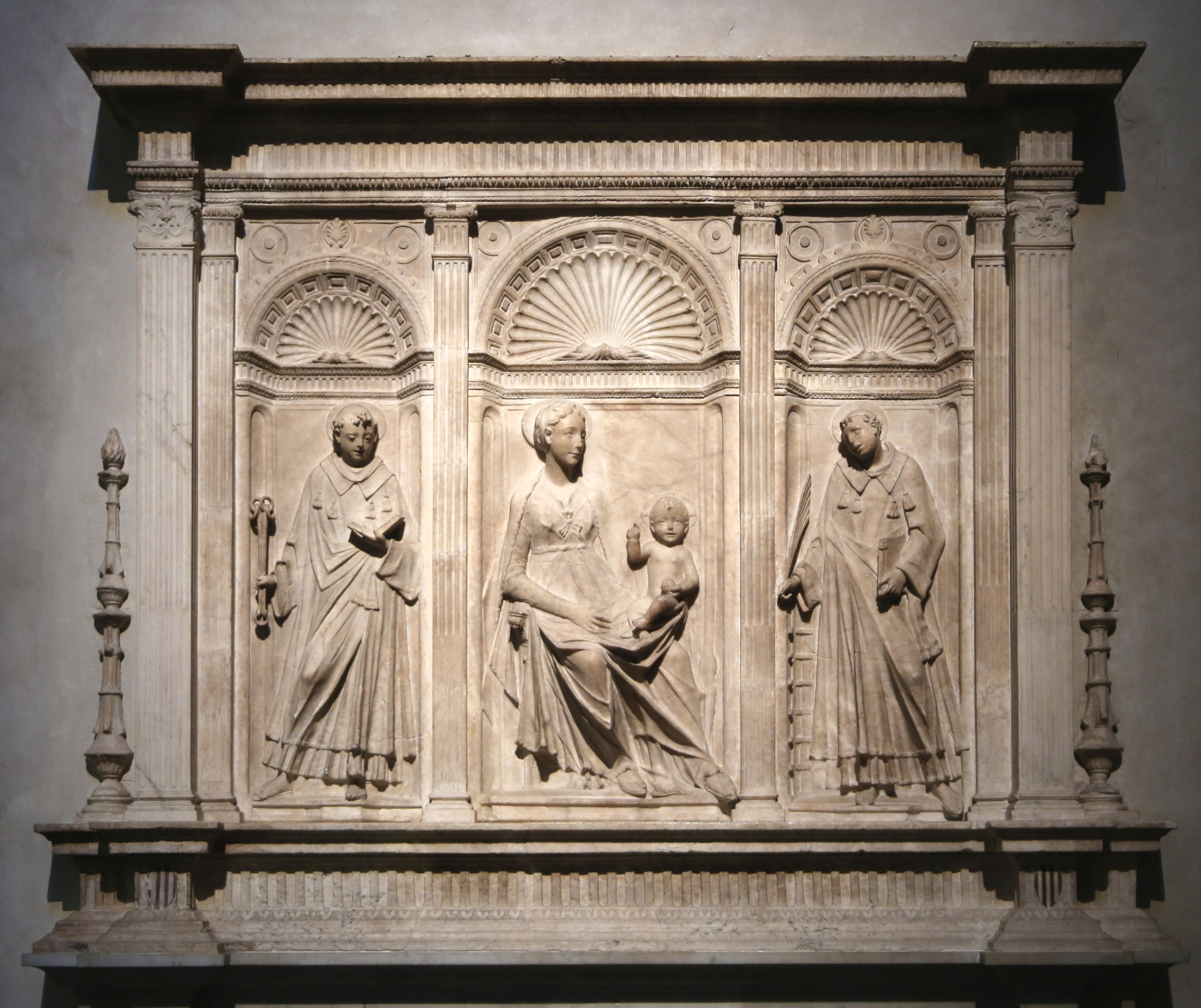
Dossale di Mino da Fiesole di Badia Fiorentina

Nella terminologia della Chiesa cattolica, con il termine dossale (derivato e talvolta indicato nei documenti più antichi con il termine latino dorsale, ma anche denominato retrotabula, da cui anche retablo) si intende un oggetto artistico destinato alla parte posteriore dell'altare. Esso ha dato origine al polittico e alla pala d'altare nelle sue varie forme, e assume solitamente l'aspetto di una tavola dipinta, di andamento orizzontale, sebbene possa essere anche scolpito o in oreficeria. Viene contrapposto all'antependio o antependium che - similmente - ne decora la parte frontale.

## Storia

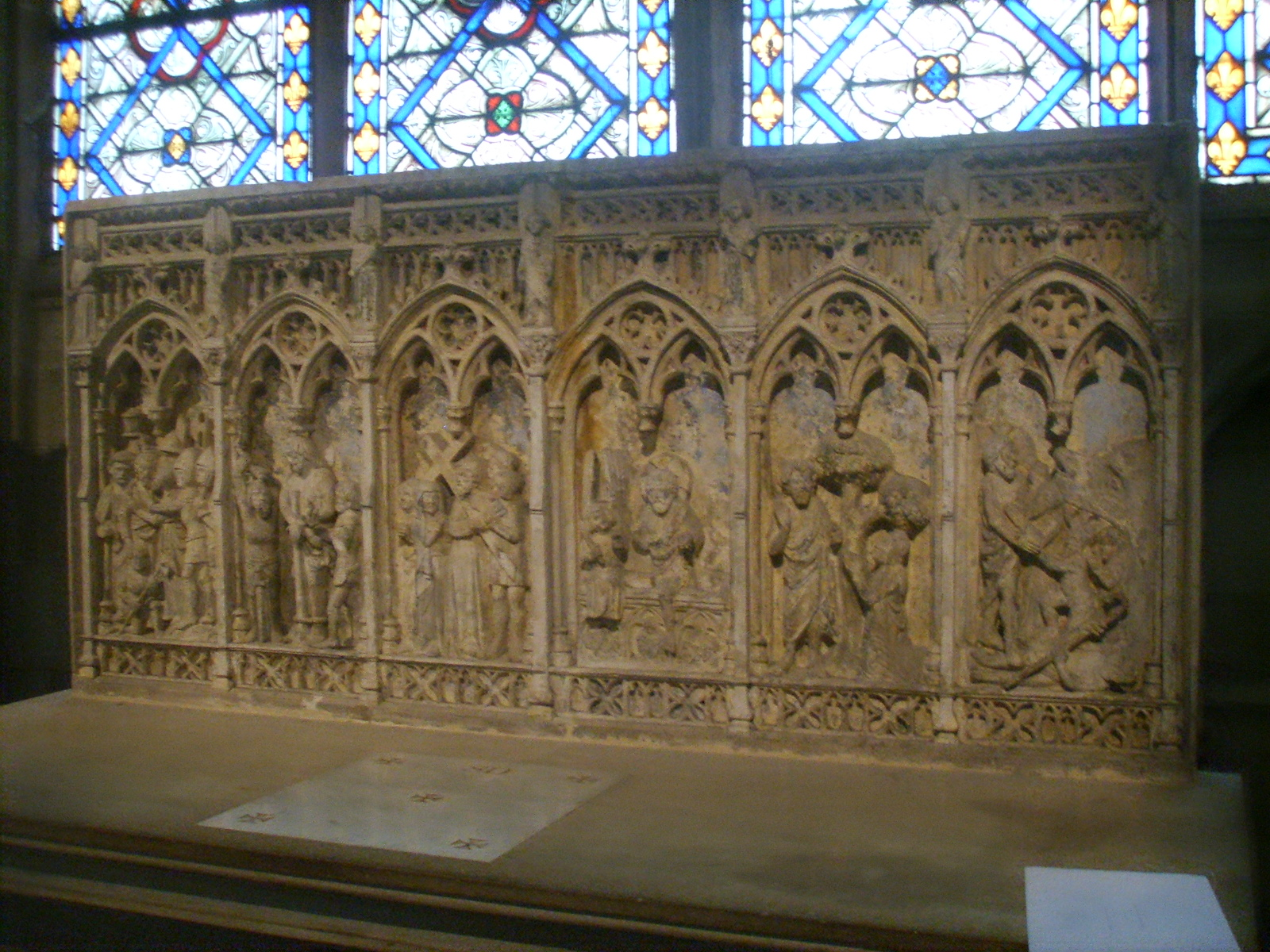
Dossale della basilica di Saint-Denis

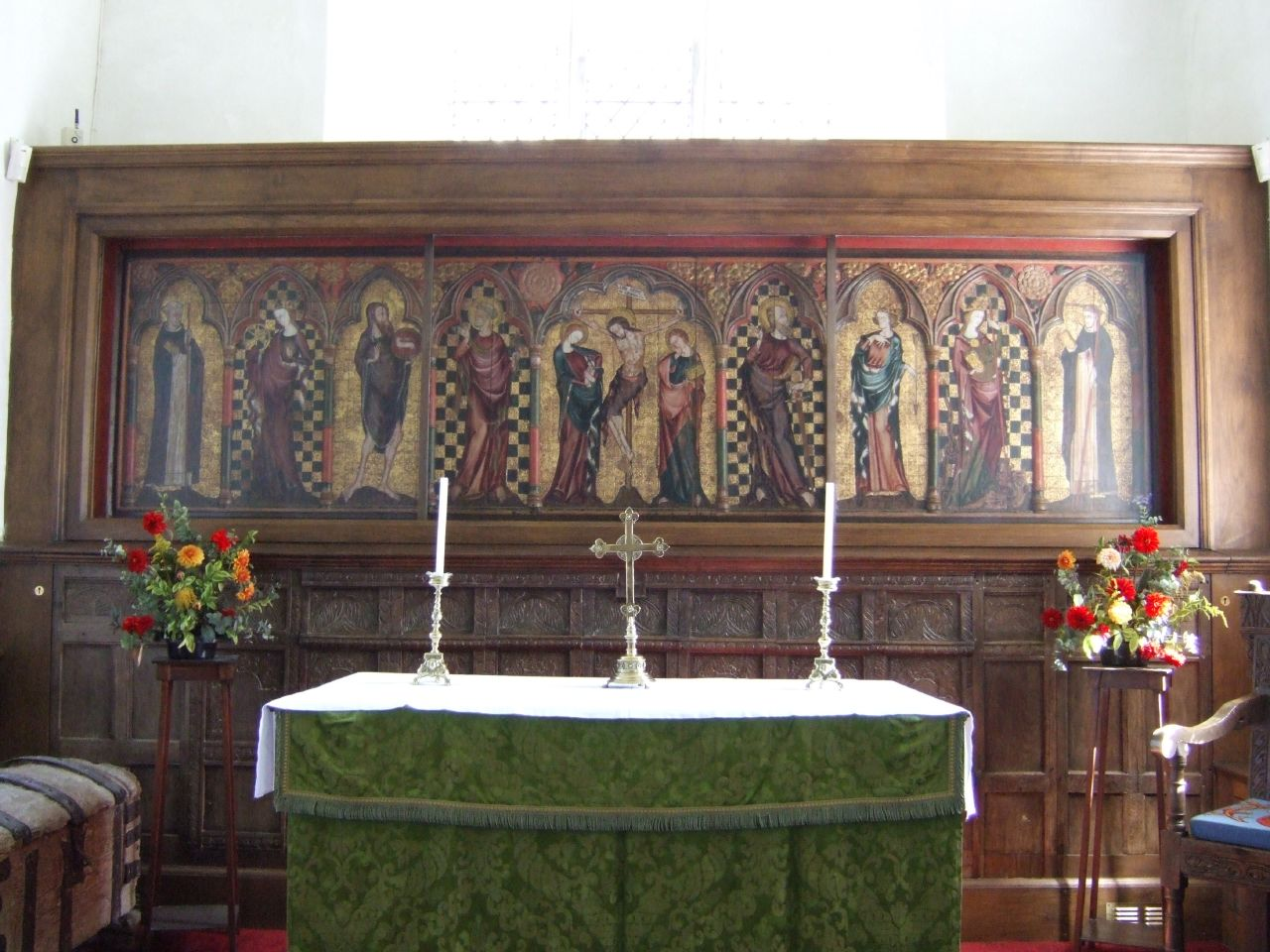
Retablo di Thornham Parva, 1335-40

### Testimonianze storiche
Le testimonianze dei primi dossali, utilizzati nelle celebrazioni, risalgono a data assai precoce. Secondo una fonte antica, il pannello donato da Enrico II alla cattedrale di Basilea nel 1019 avrebbe svolto la funzione di retablo, ma solo in determinate circostanze.
Collocati a ridosso del muro su cui poggiavano gli altari, specialmente quelli minori, i primi dossali erano di dimensioni modeste e mobili, esposti solo nelle solennità maggiori. L'uso risalirebbe, non solo in base alle opere sopravvissute, ma anche a quelle documentate dai testi, alla fine del X secolo e sembra che in alcune chiese francesi porre un retablo mobile sulla mensa sia perdurato fino ai secoli XVII e XVIII. Solo nel XII secolo il dossale diventa elemento fisso della mensa. Al 1135 risale il dossale nella basilica di Santiago di Compostela, in Galizia. Antependio e dossale vengono inaugurati nel 1189 per l'altare dell'abbazia di Grandmont. Nello stesso periodo vengono realizzati i dossali in pietra dell'abbazia di Saint-Denis, che imitano le contemporanee opere di oreficeria. Anche in Italia il dossale assume una collocazione stabile dal XII secolo, ma in un primo tempo limitata ai soli altari laterali, mentre l'altare maggiore rimase a lungo privo di tavole dipinte.

### Ipotesi della posizione del celebrante
Un luogo comune lega la nascita del retablo a mutamenti liturgici inerenti alla posizione del sacerdote rispetto all'altare. Nel corso del XIII secolo, ed in particolare nel IV Concilio Lateranense, sarebbe stato imposto al celebrante di rivolgere le spalle al popolo e di dire Messa rivolto verso l'abside o ad orientem, in modo da essere anch'egli orientato, nella preghiera, verso oriente così come l'assemblea. Precedentemente egli si sarebbe trovato dietro la mensa, celebrando in faccia al popolo (versus populum). Questo cambio di posizione avrebbe reso possibile l'alloggiamento al di sopra dell'altare di immagini, decorazioni e oggetti di vario tipo. Le immagini erano confinate all'antependium, essendo la parte libera al di sotto della mensa. Disponendosi ora il sacerdote davanti all'altare, egli avrebbe coperto e oscurato il paliotto, mentre la presenza delle immagini poteva ben disporsi al di sopra della tavola a creare un dialogo visivo tra il celebrante e le figure sacre, nonché fornire un'enfasi visiva alla elevazione dell'ostia, resa canonica sempre dal Concilio Lateranense del 1215. Questa ipotesi sull'origine del dossale non ha ragione di essere. Invero nella maggior parte delle circostanze la celebrazione è avvenuta, sicuramente già dal V secolo, dando le spalle ai fedeli, mentre solo nel limitato caso delle basiliche romane (e delle sue imitazioni e derivazioni anche al di fuori di Roma) la Messa veniva celebrata di fronte al popolo, per specifiche motivazioni di orientamento. L'antependium esisteva nonostante venisse parzialmente coperto dalla presenza del sacerdote davanti ad esso. Il dossale era assente nonostante ci fossero i presupposti spaziali per il suo alloggiamento.

### Ipotesi del mutamento di stile architettonico
Va presa con cautela anche l'ipotesi che vede la nascita delle pale d'altare, eredi del dossale, come una conseguenza del mutamento dello stile architettonico, dal romanico al gotico. L'introduzione di elementi come colonne, nervature, costoloni nelle pareti e nelle volte delle chiese sembra abbia sottratto spazio ai cicli di affreschi che si estendevano precedentemente lungo le navate e specialmente nella zona absidale. L'impossibilità di creare un organico e coerente insieme di immagini nel frammezzato spazio delle mura avrebbe portato alla concentrazione delle stesse all'interno della pittura mobile e favorito la creazione di ampie pale a coronamento ed esplicitazione della liturgia. Il fatto potrebbe avere fondamento, ma riguarderebbe soltanto le zone d'oltralpe, laddove lo stile gotico si è sviluppato nelle forme di estremo verticalismo note a tutti, e specialmente in Germania. Le vetrate istoriate e gli arazzi hanno in effetti ben compensato la mancanza della pittura murale, ma nei paesi tedeschi il particolare sviluppo della pala a sportelli sembra voglia raccogliere in sé tutto il programma liturgico e teologico. 
In Italia la presenza dello stile gotico non ha mai avuto lo stesso sviluppo del nord Europa, e nelle chiese è continuato a sussistere tanto spazio per la realizzazione ad affresco di interi cicli. Forse per questo il polittico italiano ha notevoli differenze strutturali e iconografiche rispetto ai dossali tedeschi (ed anche ai retabli spagnoli), privilegiando aspetti della devozione dei santi e della Vergine e tralasciando sequenze narrative che potevano ancora essere svolte sulle pareti, spesso in modo complementare con le pale.

## Caratteristiche e figurazioni
I soggetti scelti per decorare i dossali aiutano a capire le funzioni svolte da essi e il senso che assumono al di sopra dell'altare. Il rapporto con la liturgia diventa, infatti, sempre più stretto ed esplicito. 
Le principali raffigurazioni vengono desunte dalla precedente tradizione figurativa, dagli antependia, dai reliquiari e dai tabernacoli con sportelli che racchiudevano la statua della Vergine. 
Il formato delle tavole della prima metà del XIII secolo rende dubbia la loro destinazione. Rettangolari e alte intorno al metro, esse potevano svolgere sia la funzione di frontale che quella di dossale, ed esiste la possibilità, per alcune di esse, che siano state riutilizzate secondo il nuovo uso, passando dal lato anteriore a quello superiore della mensa. Lo schema tipico di queste prime opere presenta una figura centrale, solitamente in trono, vero fulcro della venerazione, circondata a destra e a sinistra da scene sovrapposte illustranti storie evangeliche o della vita del santo, a seconda dei casi. 

### Dossali celebri

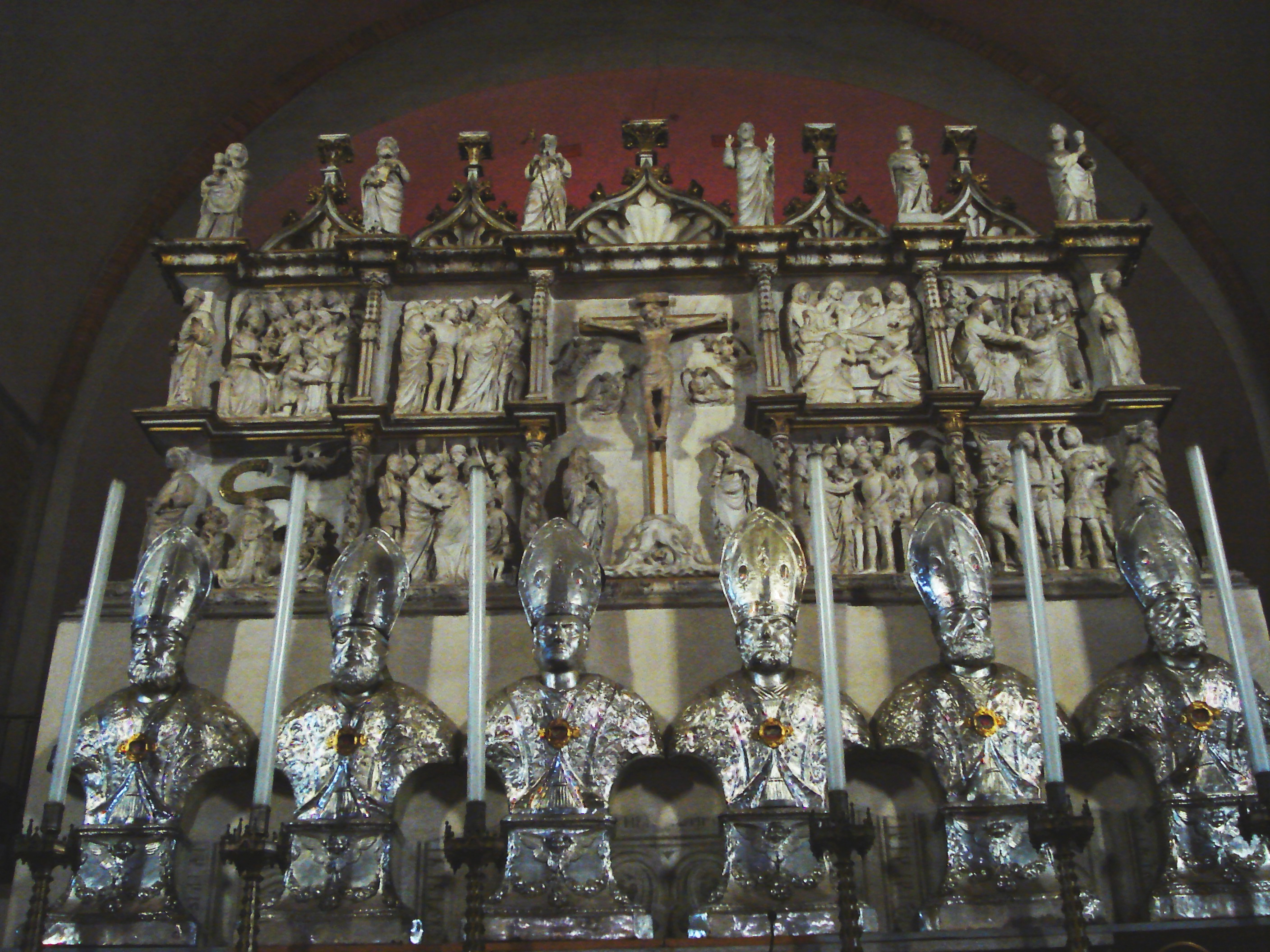
Altare con dossale marmoreo del Quattrocento della Basilica di Sant'Eustorgio a Milano

Fra gli esemplari più famosi si può citare la tavola proveniente dalla Badia Berardenga, del 1215, forse facente parte della sistemazione presbiteriale della Cattedrale di Siena antecedente il 1260, oppure la tavola del Maestro del dossale di San Pietro con San Pietro in trono fra scene della sua vita, entrambe conservate nella Pinacoteca di Siena. 
Questo tipo di impostazione della tavola verrà mantenuto in un'altra tipologia di opere destinate ad essere collocate al di sopra della mensa, sia per la loro altezza, sia per la terminazione cuspidale che la maggioranza di esse presenta. In questo caso tuttavia possiamo rintracciare anche altri fattori che hanno esercitato la loro influenza nella formazione di questo tipo di dossale: la pittura delle icone agiografiche bizantine e la forma dei già menzionati scrigni della Vergine con sportelli istoriati. 
L'importazione di icone bizantine, raffiguranti santi circondati da storie della loro vita poste sulla cornice, ha fornito un sicuro modello per l'elaborazione di più di un'opera, come per la tavola di Santa Caterina, per il convento domenicano di Pisa, e soprattutto per le numerose tavole raffiguranti San Francesco che si sono moltiplicate in seno all'Ordine francescano. Notevole anche il dossale in lamina d'argento di San Jacopo, opera di Andrea di Jacopo di Ognibene, ubicato nella Cattedrale di San Zeno a Pistoia.

### Dossali dipinti, scolpiti e misti
La preferenza per la pittura, rispetto a quella avuta per la scultura nei secoli precedenti, ha comportato invece un adeguamento ed un trasferimento dei modelli tridimensionali sui supporti piatti, ma mantenendo analogia di funzioni. 

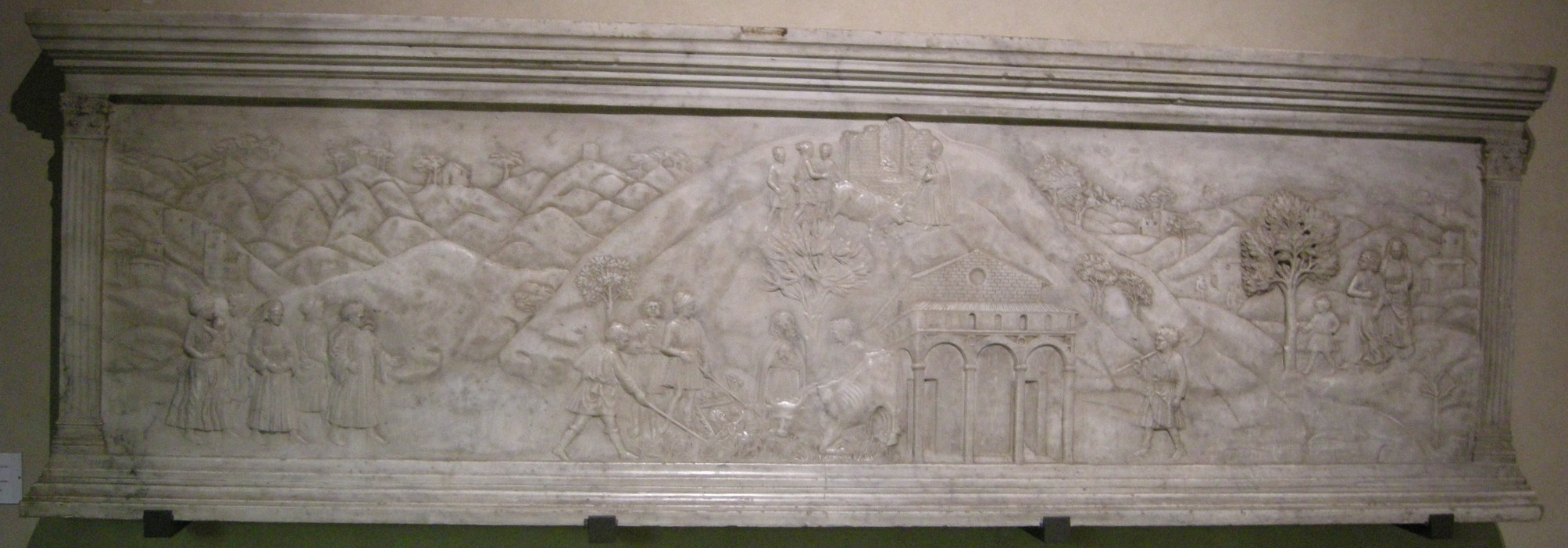
Dossale dell'altare della Vergine, XV secolo

È il caso dei trittici richiudibili raffiguranti la Vergine, mentre la stessa forma cuspidale delle tavole agiografiche ricorderebbe il modello del tabernacolo, i cui sportelli si sarebbero atrofizzati in due bande laterali istoriate. La dipendenza dai modelli scolpiti, poi, si manifesta nella creazione di alcuni ibridi, tavole a bassorilievo dipinte, quali il già citato antependium della Badia Berardenga, o anche la “Madonna dagli occhi grossi”, già sull'altare maggiore della cattedrale di Siena, o la tavola attribuita a Coppo di Marcovaldo per Santa Maria Maggiore a Firenze. I soggetti presenti in questo tipo di tavole sono gli stessi: figure di santi o la Maestà della Vergine in trono, affiancate da storie della loro vita.

## Collocazione dei dossali
La maggioranza di questi dipinti non aveva collocazione sull'altare maggiore. Il loro soggetto, troppo esclusivamente agiografico per adeguarsi al variare dell'anno liturgico, le rende inadatte a tale posizione. Esse venivano piuttosto utilizzate come immagini festive mobili, temporaneamente collocate sulla mensa dell'altare in occasione delle solennità, o, come detto, trovavano posizione stabile sugli altari laterali dedicati a particolari santi. Nemmeno le immagini raffiguranti la sola Vergine col Bambino hanno trovato collocazione negli altari principali, sempre per l'esclusività del tema raffigurato. Le mastodontiche tavole realizzate nel secolo XIII da Coppo di Marcovaldo, Duccio e Cimabue sono state commissionate per gli altari privati delle confraternite laiche, in una sorta di gara di prestigio e devozione.
L'esigenza primaria cui le tavole per gli altari principali dovevano rispondere è quella di racchiudere in sé l'intero anno liturgico o l'insieme dei santi particolarmente cari alla data chiesa, in modo da essere adatte ad ogni solennità. 
L'impressione generale che si ricava dai retabli del XIII secolo è quella di una grande varietà di forme e soluzioni, ed anche di un po' di incertezza nella formulazione di opere per le quali non erano disponibili modelli.

## Dossali a fregio di icone
La formula vincente, che troverà pieno sviluppo nel XIV secolo, sarà quella del fregio di icone. Lo schema non può essere desunto che dai templon delle iconostasi bizantine, caratterizzati dall'allineamento di tavole separate con figure a mezzo busto formanti la Deesis. Questo tipo di dossale ha forma rettangolare bassa e allungata, e le sue dimensioni si adattano a quelle della mensa sopra cui erano poste stabilmente. I dossali di questo periodo non sono che icone di gruppo e costituiscono la conseguenza più importante della venerazione delle immagini e dell'importanza in cui in Italia erano tenute le icone greche. 

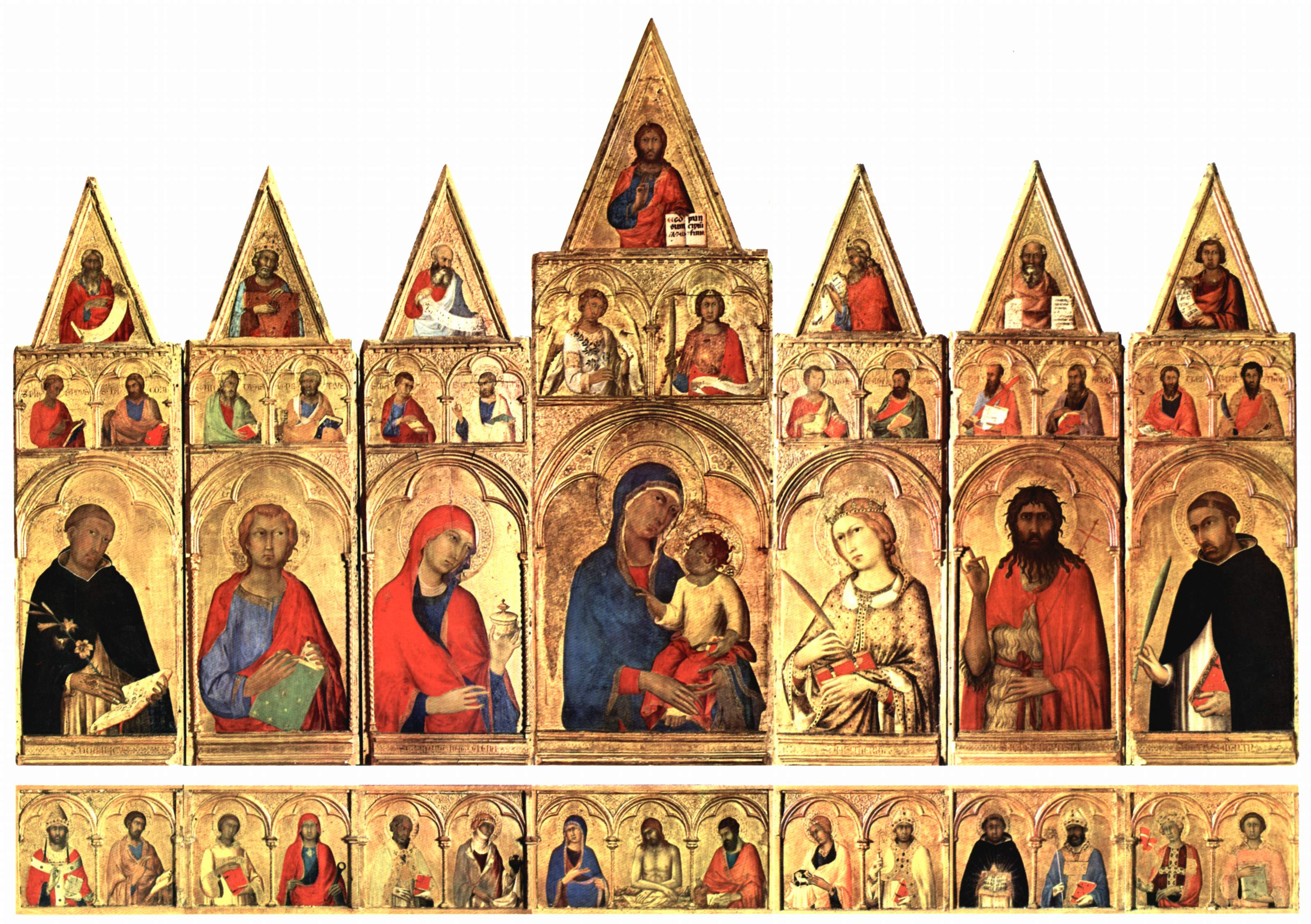
Polittico per il convento domenicano di Santa Caterina a Pisa

La possibilità di raggruppare un numero maggiore di figure all'interno di una stessa tavola, ma in un modo organico e coerente, ha fatto sì che da questo tipo di dossale prendesse il via lo sviluppo dei polittici gotici. Il risultato finale del processo, che inizia con tavole come quella di Meliore di Jacopo conservata agli Uffizi, sarà il polittico di Simone Martini, realizzato nel 1320 per la chiesa domenicana di santa Caterina a Pisa. La dipendenza dall'esemplare più antico è evidente nell'allineamento dei santi a mezzo busto, ma la differenza sostanziale è la componente strutturale dell'insieme. Gli elementi dell'architettura gotica, che trovavano già largo impiego nella realizzazione di reliquiari, miniature e nelle arti suntuarie, sono stati utilizzati per dare unità e omogeneità all'insieme. 
Il processo che ha portato alla formulazione del polittico gotico è stato graduale ma coerente. Gli impulsi maggiori e gli spunti più fruttuosi sono venuti soprattutto dalla città di Siena, che ha elaborato progressivamente le diverse forme dei polittici. 
I dossali sono per lo più realizzati in un'unica tavola orizzontale, spesso munita di un elemento aggettante centrale, corrispondente alla figura principale. I personaggi, effigiati a mezzo busto, non sono separati gli uni dagli altri, benché siano inquadrati talvolta da archeggiature. Non è raro incontrare in questo periodo la stessa scena della Deesis, con il Cristo al centro fiancheggiato dalla Madonna e dai santi in atteggiamento di intercessione. Frequentissima rimane comunque l'immagine della Vergine col Bambino.

## Dossali con livello superiore

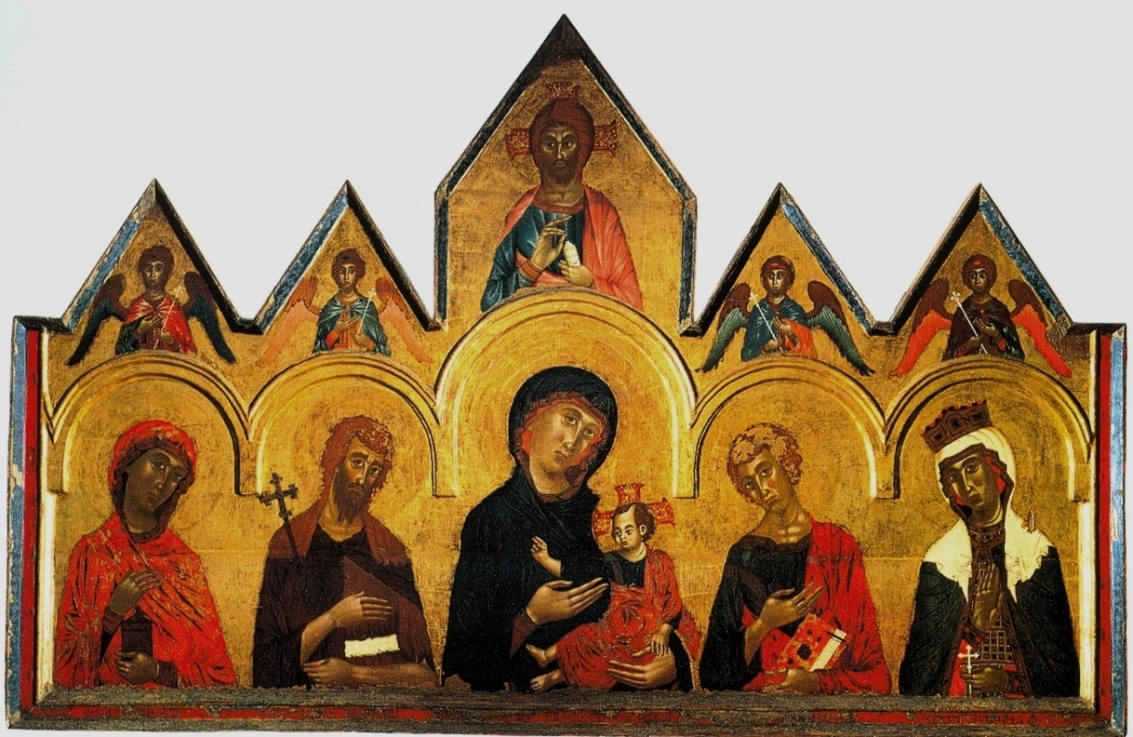
Dossale di Vigoroso da Siena

Questo tipo di forma base verrà complicata dall'aggiunta di un livello superiore, composto da pinnacoli triangolari, ospitanti una seconda serie di figure. L'esempio più tipico è il dossale di Vigoroso da Siena alla Galleria nazionale dell'Umbria, del 1291. Il passo successivo sarà la separazione dei santi, non solo attraverso colonnine e cornici, ma fisicamente, cosicché il dossale si compone infine di una serie di pannelli autonomi uniti dalla cornice. I polittici numero 28 e 47 della Galleria Nazionale di Siena, realizzati da Duccio, e il polittico di Badia di Giotto, conservato agli Uffizi, del primo decennio del Trecento, sono i testimoni di questo stadio di arricchimento formale, architettonico e iconografico. I pannelli vengono infatti incorniciati ed uniti attraverso delle cornici che assumono la forma di archi trilobi e pinnacoli direttamente desunti dall'architettura. 

### Unicità della Maestà di Duccio

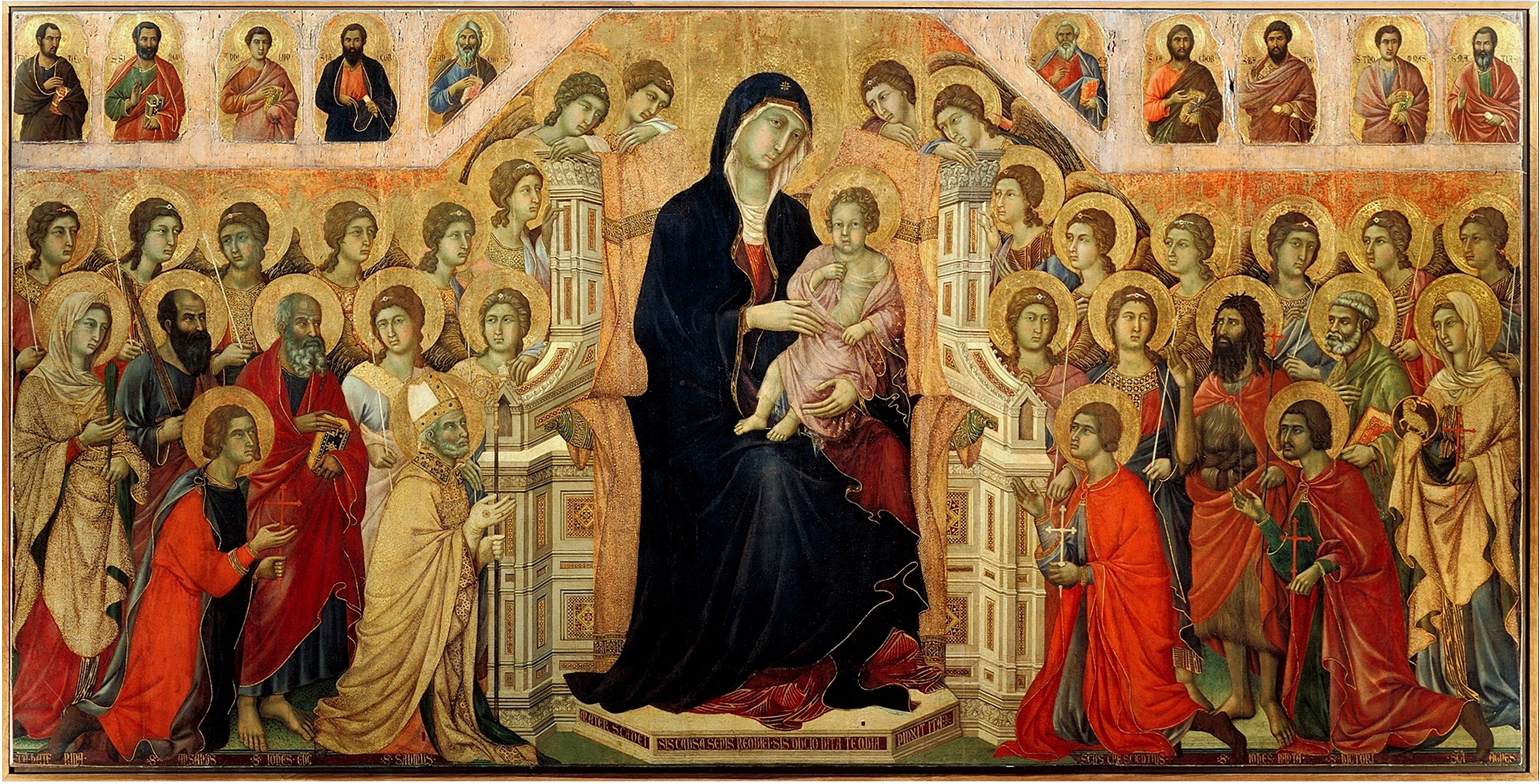
Maestà di Duccio

La Maestà di Duccio, collocata sull'altare del Duomo di Siena nel 1311, è un'opera al di fuori di ogni schema precedente e rimarrà un esemplare unico anche successivamente. Essa è il primo dipinto posto su un altare maggiore ad accogliere la Madonna e i santi a figura intera, e rivaleggia per proporzioni con le grandi tavole già realizzate dalle confraternite laiche. La sua struttura e la complessità della narrazioni racchiuse hanno sicuramente offerto un modello e fornito un impulso per l'introduzione nei polittici di elementi come la predella, i pilastri laterali a sostegno della struttura, e l'inserimento di elementi tratti dall'architettura gotica. In questo modo i polittici assumeranno la forma che sarà canonica dal terzo decennio del XIV secolo fino al secolo seguente: tavole separate, unificate dall'aggiunta di cornici di tipo architettonico, ed una molteplicità di livelli e piani che danno alle opere l'aspetto della facciata di una chiesa.